# Альдо Гвідолін
Альдо Гвідолін (англ. Aldo Guidolin, нар. 6 червня 1932, Каледон — пом. 8 листопада 2015, Гвелф) — канадський хокеїст, що грав на позиції захисника, крайнього нападника. Згодом — хокейний тренер.

## Ігрова кар'єра
Професійну хокейну кар'єру розпочав 1951 року.
Протягом професійної клубної ігрової кар'єри, що тривала 19 років, захищав кольори команди НХЛ «Нью-Йорк Рейнджерс» (чотири сезони) та низки команд другорядних професійних ліг Північної Америки.

## Тренерська робота
1978 року розпочав тренерську роботу в НХЛ. Тренерська кар'єра обмежилася роботою з командою «Колорадо Рокіз».

## Тренерська статистика
| Команда          | Сезон   | Регулярний сезон | Регулярний сезон | Регулярний сезон | Регулярний сезон | Регулярний сезон | Регулярний сезон | Плей-оф   |
| Команда          | Сезон   | І                | В                | П                | Н                | О                | Результат        | Результат |
| ---------------- | ------- | ---------------- | ---------------- | ---------------- | ---------------- | ---------------- | ---------------- | --------- |
| «Колорадо Рокіз» | 1978-79 | 59               | 12               | 39               | 8                | (32)             | 4-е в ДС         | не вийшли |

## Статистика НХЛ
|                  | Сезони | І   | Г | П  | О  | ШХ  |
| ---------------- | ------ | --- | - | -- | -- | --- |
| Регулярний сезон | 4      | 182 | 9 | 15 | 24 | 117 |